# Guerra d'Algèria
La guerra d'Algèria (1954-1962) va ser una guerra de descolonització.
Quan encara la Quarta República Francesa estava sotragada pel trauma de la guerra d'Indoxina va seguir, sense solució de continuïtat, un nou malson a Algèria: va ser la guerra de descolonització més despietada, que es va perllongar durant vuit anys (1954-1962). Aquest país era la possessió més antiga de França, i s'hi havia dut a terme un procés real de colonització, no solament econòmic, sinó també humà: el 1956 vivien al país un milió de colons europeus (coneguts com a pied-noirs, i que eren sobretot francesos, espanyols i maltesos), sobre una població total de 8.700.000 algerians musulmans. A més, era la colònia més propera a França, estava situada a l'altra banda del Mediterrani, i compartia fins i tot una similitud geogràfica amb el sud de la metròpoli.
En segon lloc, les possessions africanes havien estat decisives per a assegurar la continuïtat de l'Estat francès durant la Segona Guerra Mundial. L'exèrcit metropolità havia estat derrotat pels alemanys el 1940, però les tropes colonials franceses havien sobreviscut intactes i es van posar al servei de De Gaulle i la França Lliure a partir de 1942. En certa manera, França havia acabat en el bàndol dels guanyadors gràcies al seu imperi, i en això, Algèria i el Marroc hi havien tingut un paper rellevant. Per tant, encara en els anys cinquanta, les colònies es veien com una mena de reserva política i de supervivència estatal. Les consideracions històriques, sentimentals i polítiques es van unir a les merament econòmiques quan el 1956 es van descobrir jaciments de petroli al Sàhara algerià.

## La repressió francesa
La rígida administració francesa i la seva actitud de considerar separatisme nu i cru qualsevol reclamació de drets per part de les províncies-colònies va contribuir de manera clara a l'esclat de la violència a Algèria.
Però els algerians havien aportat als exèrcits francesos gairebé dos-cents mil soldats, i malgrat això amb prou feines havien estat afavorits amb millores en les seves condicions polítiques o econòmiques. La frustració estava més soterrada del que semblava, i pel maig de 1945, coincidint amb les celebracions del final de la Segona Guerra Mundial es va desencadenar una matança de població blanca al poblet de Sétif.
Les atrocitats van causar un centenar de víctimes, però la resposta de les autoritats va ser desproporcionada, i va incloure bombardejos a pobles sencers, afusellaments sense judici i mà lliure a la venjança dels colons pied-noirs. La xifra de morts entre la població algeriana musulmana, segurament, va ser superior a les 10.000 persones.

## El Front d'Alliberament Nacional (FLN)
La societat algeriana musulmana va quedar tan desfeta per la repressió que en els anys successius no es va tornar a produir cap protesta important. No obstant això, molts dels soldats algerians que havien servit a l'exèrcit francès a Europa, durant la Segona Guerra Mundial, van acabar formant els quadres de l'anomenat Front d'Alliberament Nacional Algerià (FLN), que l'any 1954 es va llançar a la insurrecció contra el domini colonial.
La revolta algeriana va agafar els francesos en un moment particularment amarg: en plena assimilació de la derrota patida a la guerra d'Indoxina. En realitat, bona part de les unitats retirades a l'Extrem Orient van ser enviades a Algèria, embarcades en una guerra colonial.
Després d'un panorama de derrotes militars successives que arrencaven de 1940, els militars francesos estaven decidits a no aturar-se davant de res per tal de conservar Algèria. El 1956, els desordres i el terrorisme havien desembocat en una guerra oberta i la guarnició francesa a Algèria, estimada en 200.000 homes, es va duplicar al llarg d'aquell any. La independència del Marroc i de Tunísia (el 1956) va contribuir a fer que el conflicte prengués més magnitud, ja que des d'aquests països (i des d'Egipte) arribaven armes i combatents per a l'FLN.
Mentrestant, a París, la Quarta República Francesa s'enfonsava, víctima de les inacabables crisis polítiques dels governs i la Cambra. Era una situació molt delicada, ja que a Algèria, l'elit militar es queixava de la debilitat dels polítics. De fet, l'estament castrense disposava de tantes atribucions a Algèria que el poder estava pràcticament a les seves mans. Pel maig de 1958, amb el suport dels pied-noirs, els militars van prendre el control de la colònia i van instaurar un comitè de salvació pública dirigit pel general Massud.
Davant del temor d'un possible cop d'estat, el general De Gaulle, que havia abandonat el poder el 1947 en protesta per com s'havia creat la Quarta República, va assumir el poder com a president de la República. L'enorme autoritat moral que De Gaulle tenia aleshores, juntament amb la seva innegable habilitat com a polític, van servir per a desactivar la crisi, tot i que es va haver de redactar una Constitució (la que va donar pas a la Cinquena República Francesa), es va produir un nou intent militar de cop d'estat (abril de 1961) i va aparèixer un brot de terrorisme ultranacionalista, l'Organisation de l'armée secrète (OAS), l'objectiu de la qual era evitar la cessió d'Algèria. Malgrat tot, però, l'any 1962 França va sortir del mal pas accedint a l'autodeterminació algeriana amb els Acords d'Evian
.